# Palæozoologi
Palæozoologi (græsk: παλαιόν, paleon "gamle" og ζῷον, zoon "dyr") er den gren af palæontologi eller palæobiologi, der beskæftiger sig med indsamlingen og identifikationen af rester af flercellede dyr i en geologisk (eller arkæologisk) sammenhæng, samt brugen af disse fossiler til at kunne rekonstruere forhistoriske miljøer og gamle økosystemer.